# Esther Langbergová
Esther Langbergová (nepřechýleně Esther Langberg; 11. ledna 1893 Bergen – 2. července 1974) byla norská fotografka.

## Životopis
Narodila se v Bergenu, ale měla zázemí v Oslo Kamera Klubbu, kam se registrovala v roce 1933. Byla pravděpodobně první novinářkou v Norsku, která se touto profesí živila. Měla pravidelné úkoly pro týdeník Urd a byla zodpovědná za několik titulních stran spolu s fotografickými zprávami uvnitř časopisu. Kromě toho vyráběla fotografická přání a kreslila a malovala vánoční přání k prodeji.

## Galerie

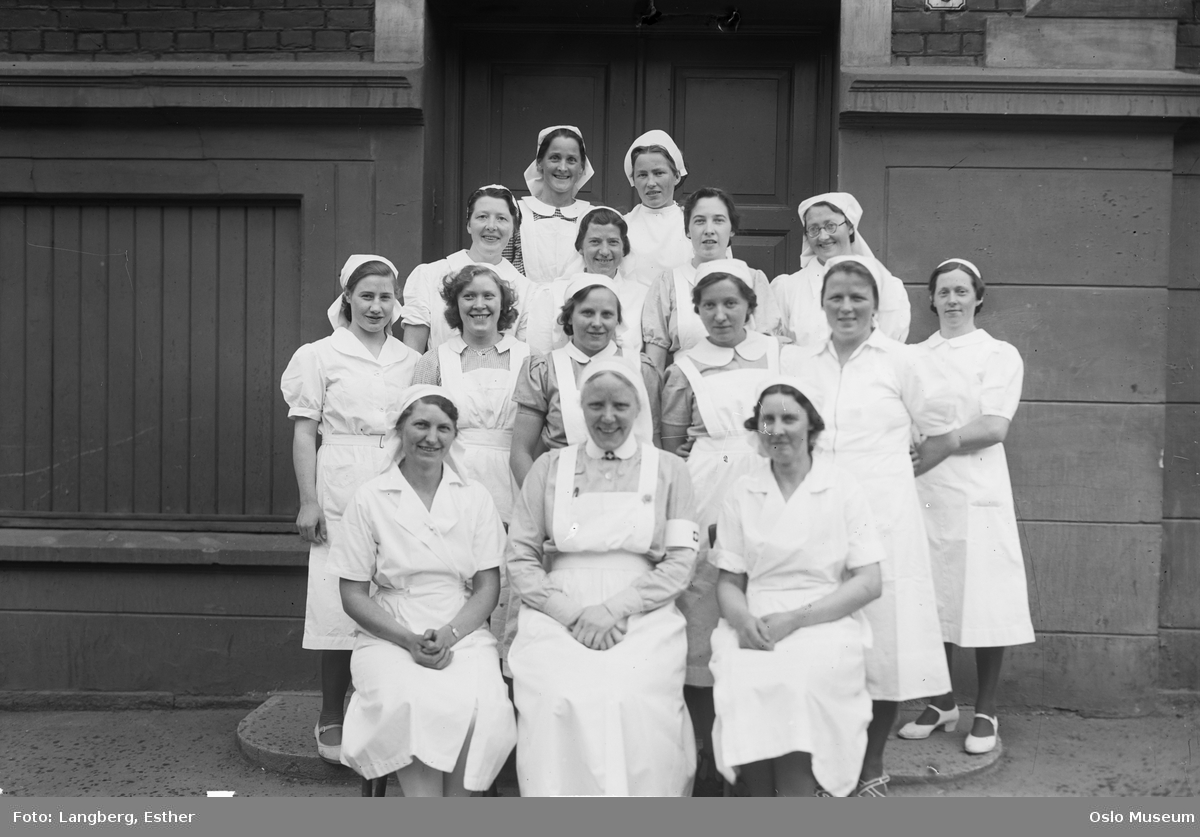
Menighetssøsterhjemmets, nemocnice v Oslu
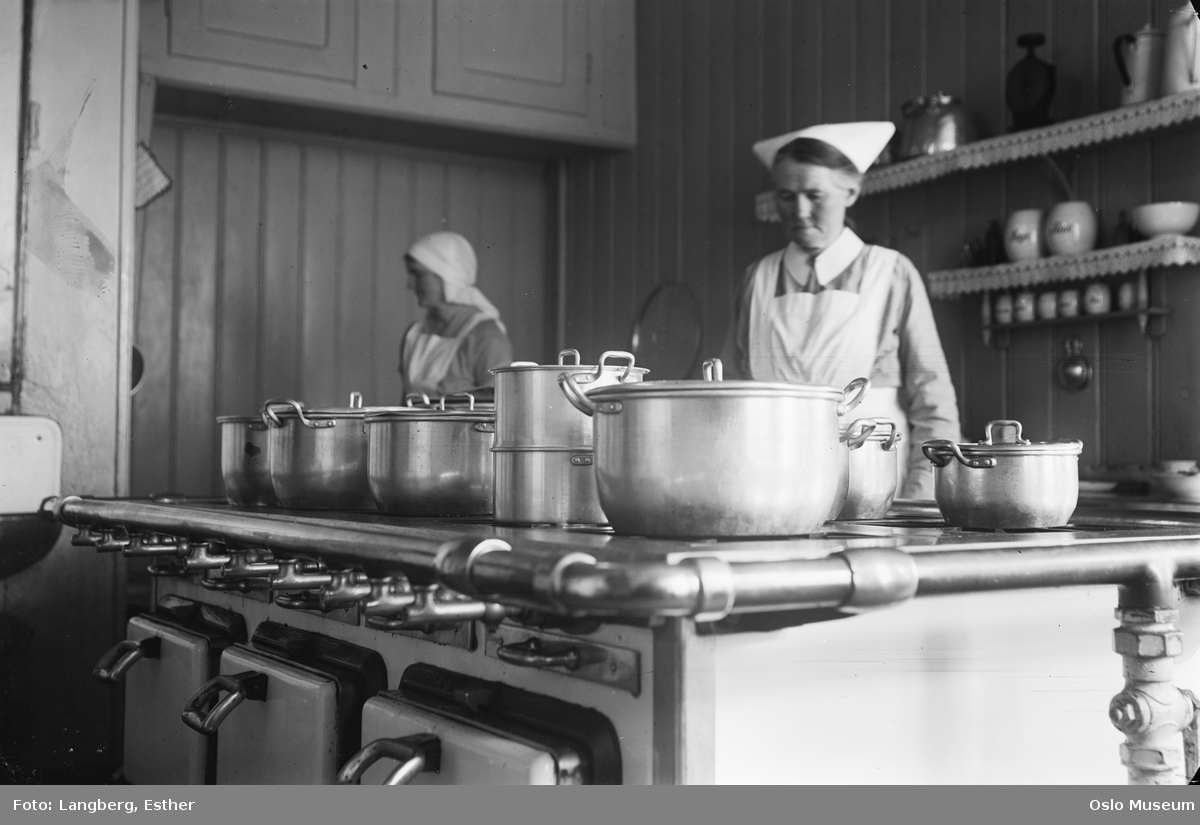
Menighetssøsterhjemmets, nemocnice v Oslu
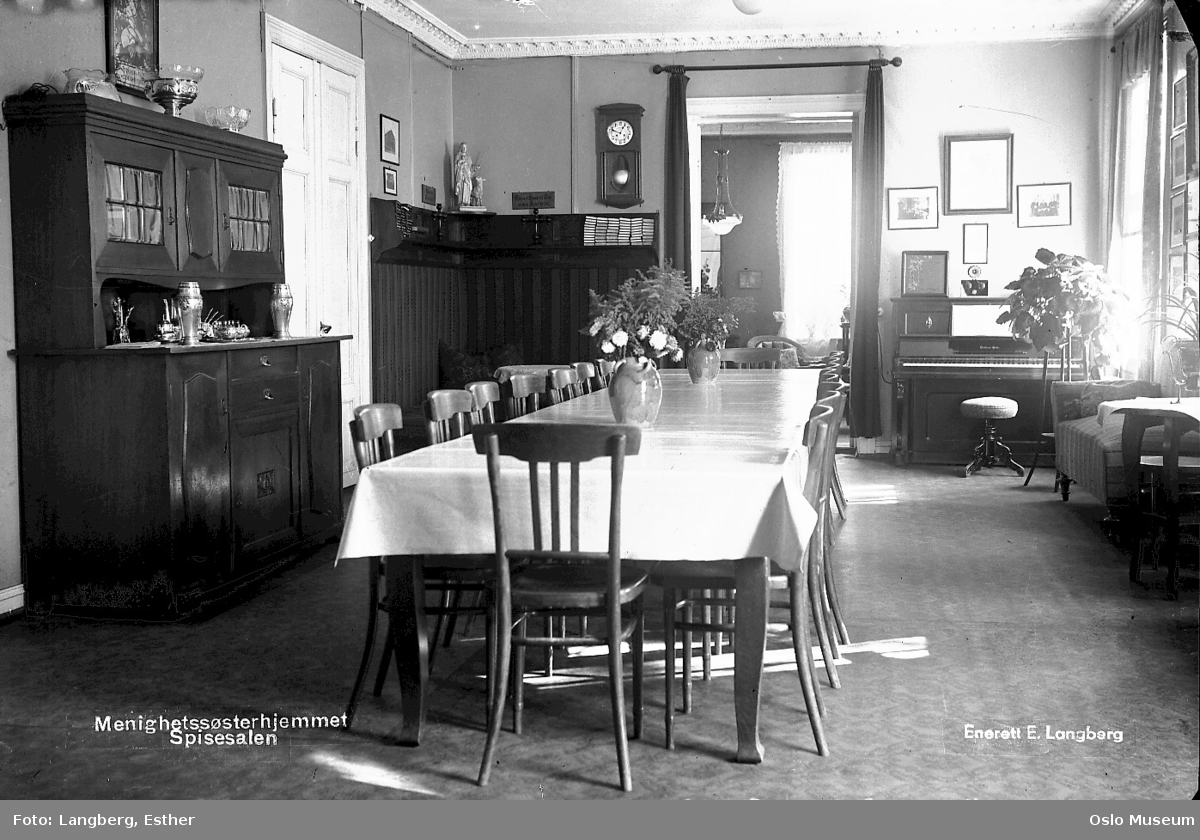
Menighetssøsterhjemmets, nemocnice v Oslu
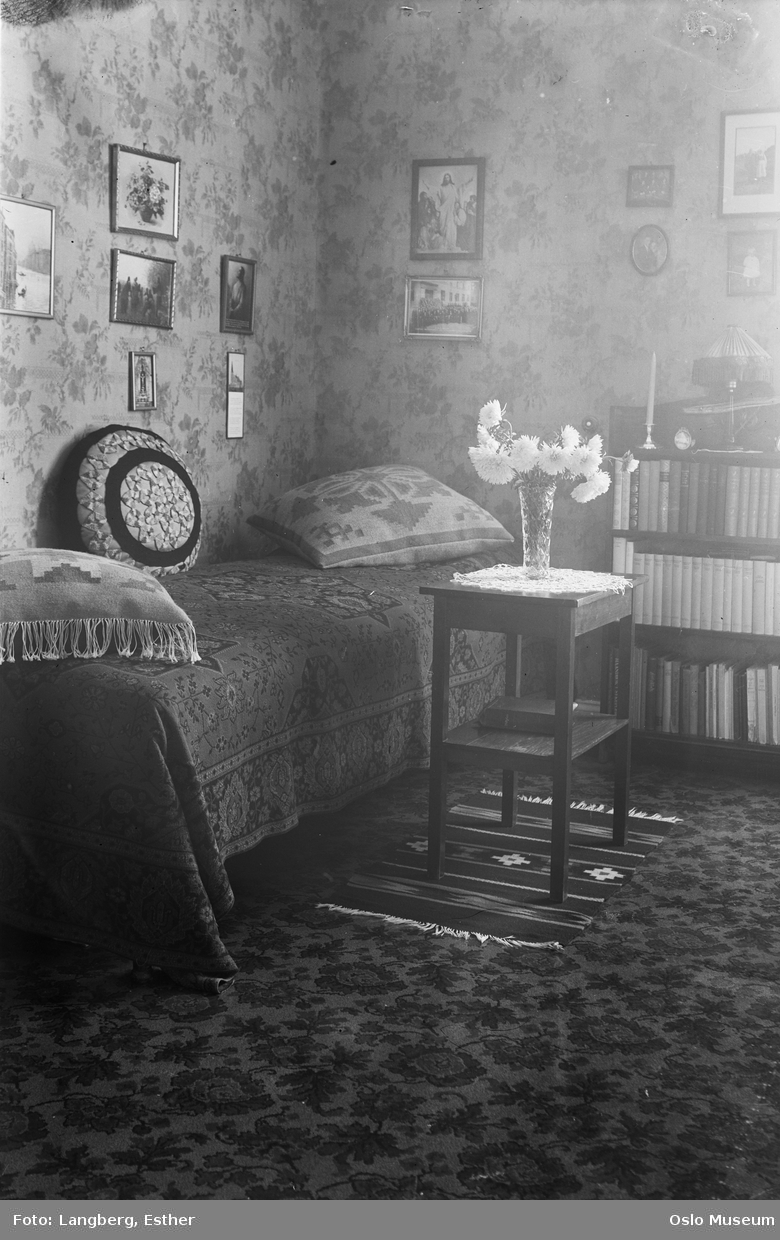
Menighetssøsterhjemmets, nemocnice v Oslu
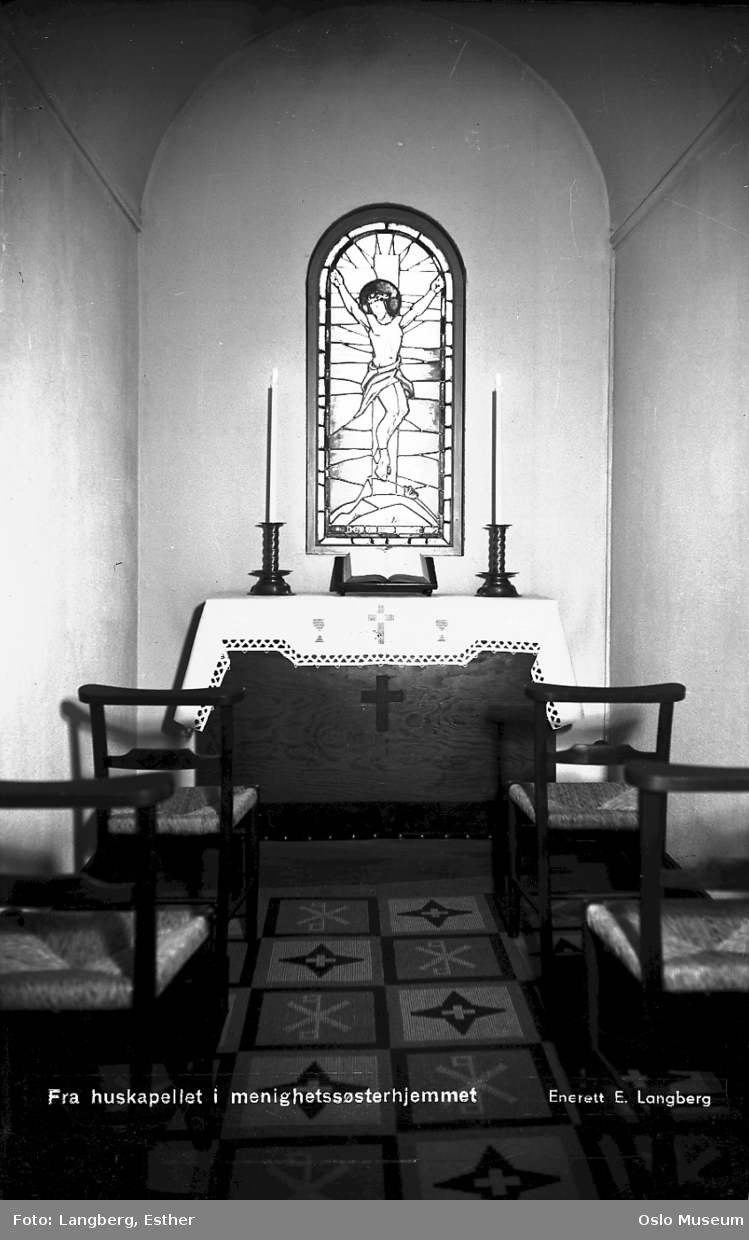
Menighetssøsterhjemmets, kaple, nemocnice v Oslu
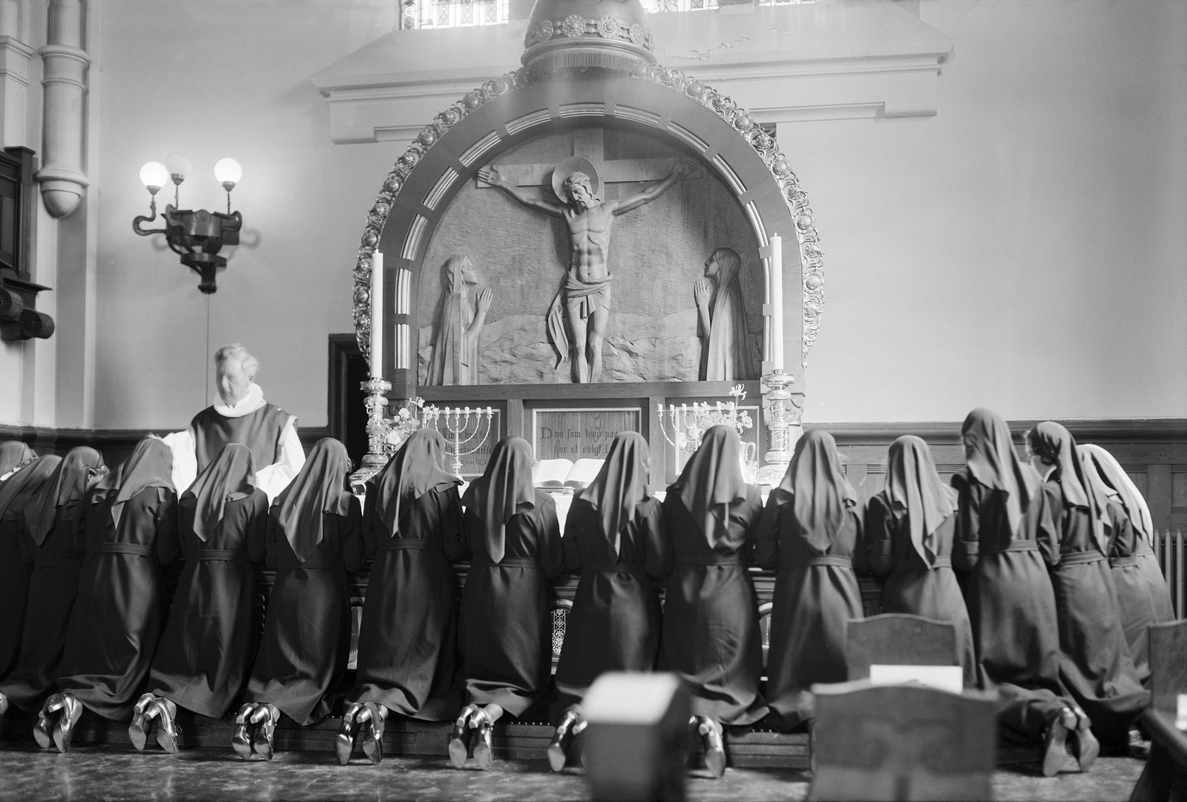
Svaté přijímání v kostele veFagerborgu, 1930
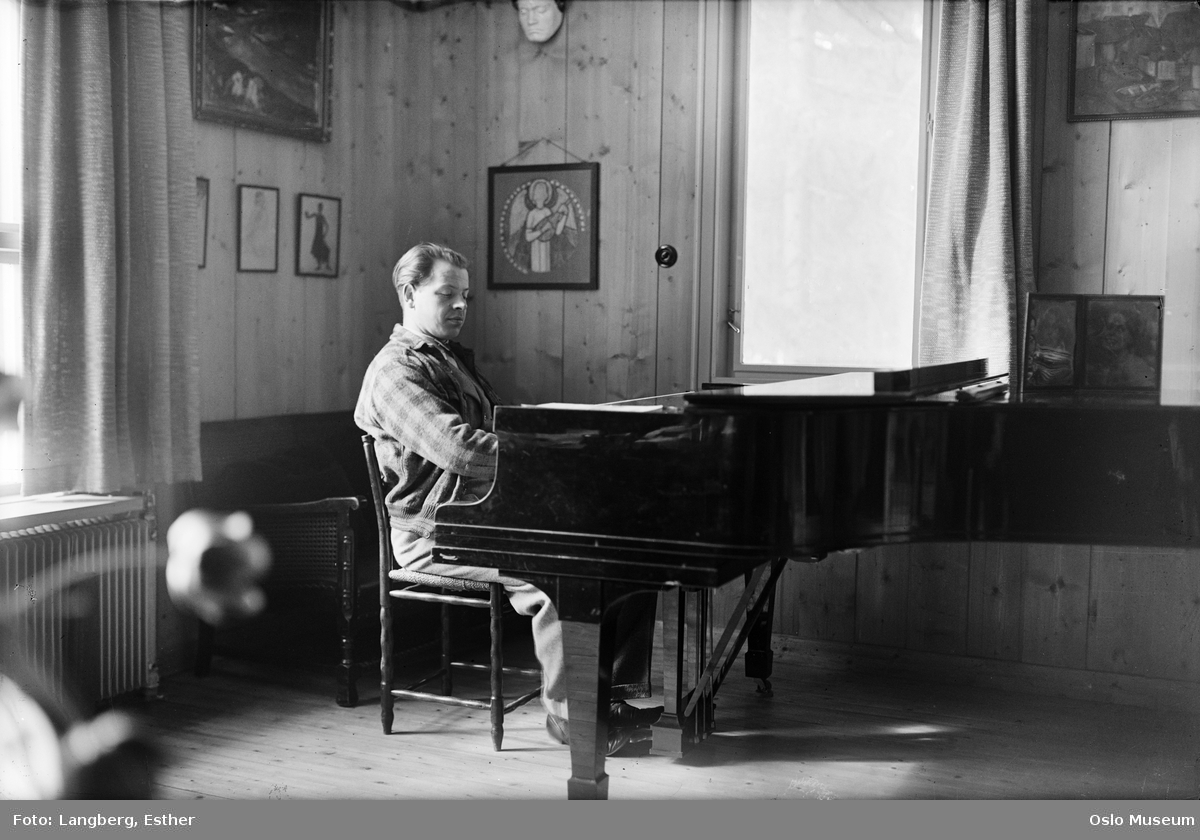
Olav Kielland hraje na piano, 1975
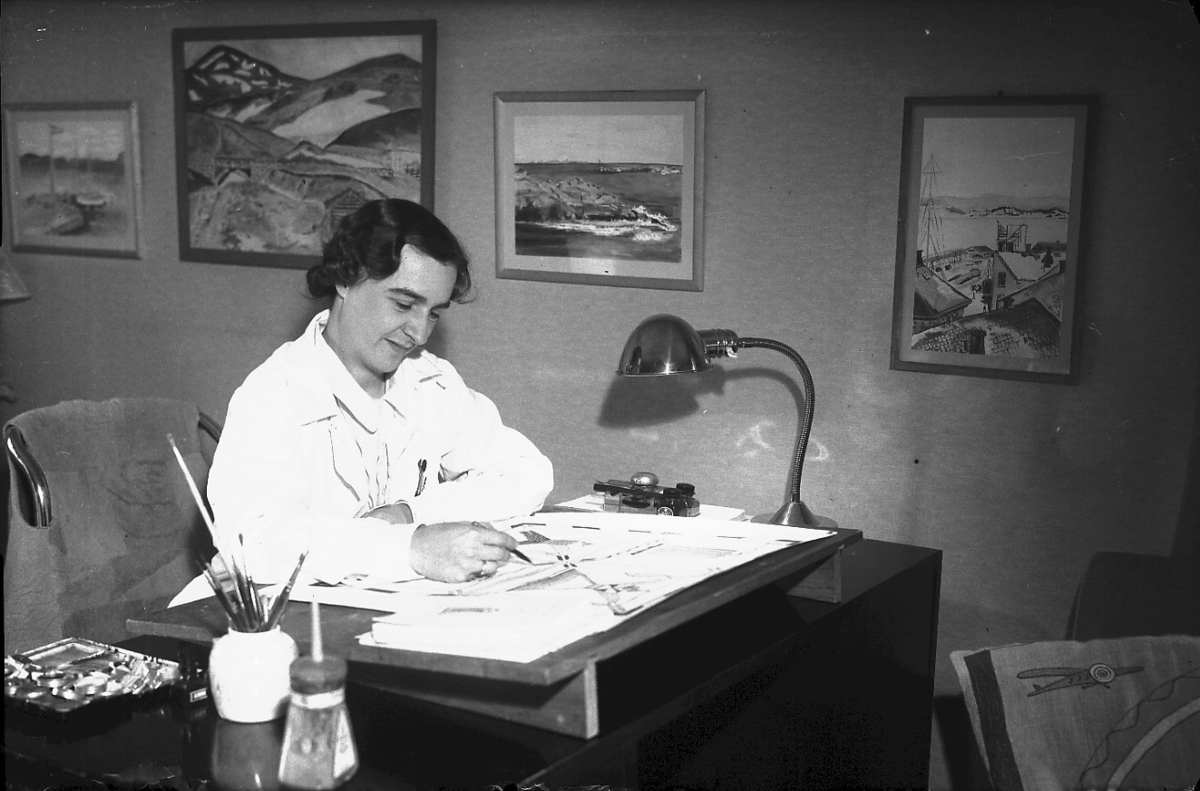
Ruth Arnestad Lødrup, 1938
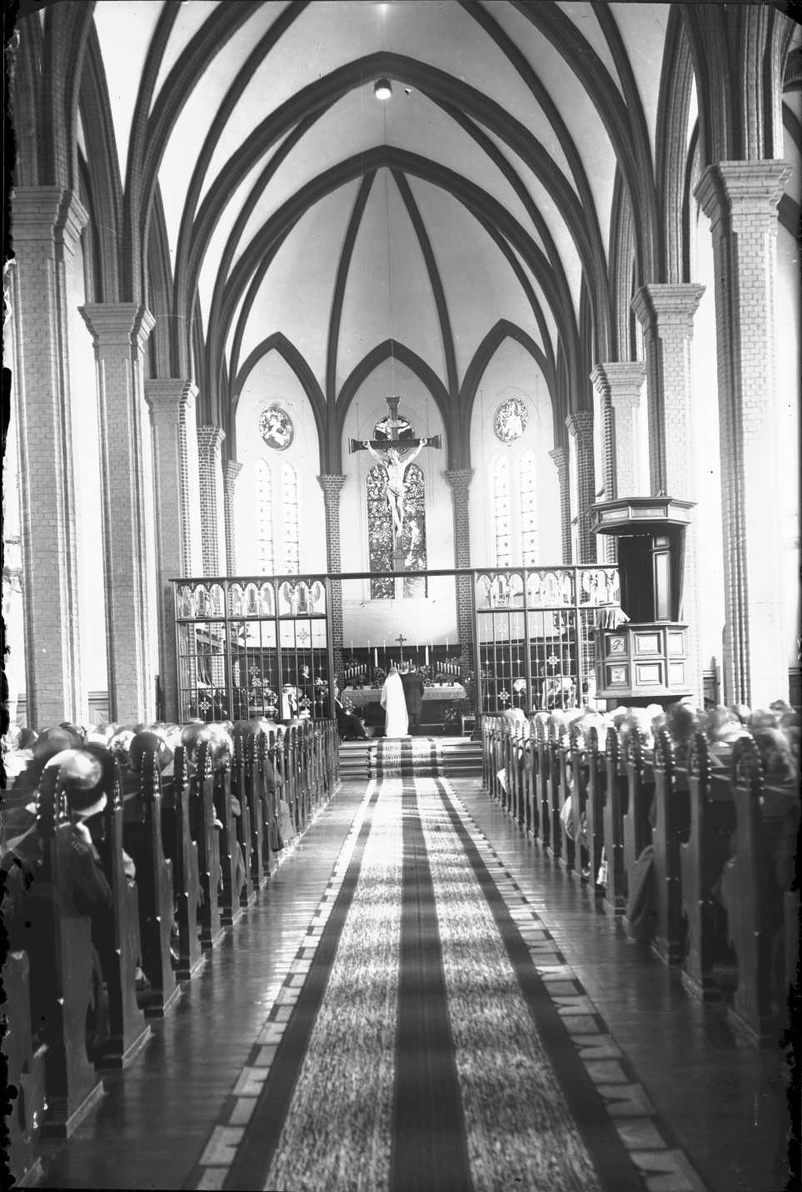
Uranienborg, kostel